# Världsmästerskapet i innebandy för herrar 2020
Världsmästerskapet i innebandy för herrar 2020 spelades i Helsingfors, Finland mellan den 3 och den 11 december 2021. Mästerskapet arrangerades av International Floorball Federation och var det trettonde i ordningen.
Turneringen var ursprungligen avsedd att spelas under perioden 4–12 december 2020, men på grund av coronapandemin meddelade Internationella innebandyförbundet i början av september samma år att turneringen skulle skjutas upp, ett år framåt i tiden.
Sverige besegrade hemmanationen Finland med 6–4 i finalen och vann därmed sitt nionde VM-guld.

## Gruppspel

### Grupp A
| Nr | Lag      | S | V | O | F | GM | IM | MS  | P |
| -- | -------- | - | - | - | - | -- | -- | --- | - |
| 1  | Finland  | 3 | 3 | 0 | 0 | 21 | 5  | +16 | 6 |
| 2  | Sverige  | 3 | 2 | 0 | 1 | 29 | 9  | +20 | 4 |
| 3  | Lettland | 3 | 0 | 1 | 2 | 8  | 23 | −15 | 1 |
| 4  | Danmark  | 3 | 0 | 1 | 2 | 6  | 27 | −21 | 1 |

|             | 3 december 2021 | Sverige | 11 – 10                 | Lettland | Helsingfors ishall                                                   |                                                                      |
| 15:15 UTC+2 | 15:15 UTC+2     |         | (2–1, 4–0, 5–0) Rapport |          | Helsingfors · Publik: 573 · Domare: · Janne Sjögren · Thomas Ellis · | Helsingfors · Publik: 573 · Domare: · Janne Sjögren · Thomas Ellis · |
| 15:15 UTC+2 | 15:15 UTC+2     |         |                         |          | Helsingfors · Publik: 573 · Domare: · Janne Sjögren · Thomas Ellis · | Helsingfors · Publik: 573 · Domare: · Janne Sjögren · Thomas Ellis · |
| 15:15 UTC+2 | 15:15 UTC+2     |         |                         |          | Helsingfors · Publik: 573 · Domare: · Janne Sjögren · Thomas Ellis · | Helsingfors · Publik: 573 · Domare: · Janne Sjögren · Thomas Ellis · |

|             | 3 december 2021 | Finland | 7 – 0                   | Danmark | Helsingfors ishall                                                       |                                                                          |
| 18:30 UTC+2 | 18:30 UTC+2     |         | (5–0, 1–0, 1–0) Rapport |         | Helsingfors · Publik: 2 665 · Domare: · Håkan Söderman · Glenn Boström · | Helsingfors · Publik: 2 665 · Domare: · Håkan Söderman · Glenn Boström · |
| 18:30 UTC+2 | 18:30 UTC+2     |         |                         |         | Helsingfors · Publik: 2 665 · Domare: · Håkan Söderman · Glenn Boström · | Helsingfors · Publik: 2 665 · Domare: · Håkan Söderman · Glenn Boström · |
| 18:30 UTC+2 | 18:30 UTC+2     |         |                         |         | Helsingfors · Publik: 2 665 · Domare: · Håkan Söderman · Glenn Boström · | Helsingfors · Publik: 2 665 · Domare: · Håkan Söderman · Glenn Boström · |

|             | 4 december 2021 | Danmark | 5 – 5                   | Lettland | Helsingfors ishall                                                     |                                                                        |
| 12:45 UTC+2 | 12:45 UTC+2     |         | (2–2, 0–2, 3–1) Rapport |          | Helsingfors · Publik: 963 · Domare: · Henri Heinola · Manu Marttinen · | Helsingfors · Publik: 963 · Domare: · Henri Heinola · Manu Marttinen · |
| 12:45 UTC+2 | 12:45 UTC+2     |         |                         |          | Helsingfors · Publik: 963 · Domare: · Henri Heinola · Manu Marttinen · | Helsingfors · Publik: 963 · Domare: · Henri Heinola · Manu Marttinen · |
| 12:45 UTC+2 | 12:45 UTC+2     |         |                         |          | Helsingfors · Publik: 963 · Domare: · Henri Heinola · Manu Marttinen · | Helsingfors · Publik: 963 · Domare: · Henri Heinola · Manu Marttinen · |

|             | 4 december 2021 | Finland | 7 – 3                   | Sverige | Helsingfors ishall                                                           |                                                                              |
| 18:55 UTC+2 | 18:55 UTC+2     |         | (2–1, 1–1, 4–1) Rapport |         | Helsingfors · Publik: 7 120 · Domare: · Sandra Zurbuchen · Corina Wehinger · | Helsingfors · Publik: 7 120 · Domare: · Sandra Zurbuchen · Corina Wehinger · |
| 18:55 UTC+2 | 18:55 UTC+2     |         |                         |         | Helsingfors · Publik: 7 120 · Domare: · Sandra Zurbuchen · Corina Wehinger · | Helsingfors · Publik: 7 120 · Domare: · Sandra Zurbuchen · Corina Wehinger · |
| 18:55 UTC+2 | 18:55 UTC+2     |         |                         |         | Helsingfors · Publik: 7 120 · Domare: · Sandra Zurbuchen · Corina Wehinger · | Helsingfors · Publik: 7 120 · Domare: · Sandra Zurbuchen · Corina Wehinger · |

|             | 5 december 2021 | Lettland | 2 – 7                   | Finland | Helsingfors ishall                                                           |                                                                              |
| 15:00 UTC+2 | 15:00 UTC+2     |          | (1–2, 1–4, 0–1) Rapport |         | Helsingfors · Publik: 2 307 · Domare: · Thomas Andersson · Rickard Wissman · | Helsingfors · Publik: 2 307 · Domare: · Thomas Andersson · Rickard Wissman · |
| 15:00 UTC+2 | 15:00 UTC+2     |          |                         |         | Helsingfors · Publik: 2 307 · Domare: · Thomas Andersson · Rickard Wissman · | Helsingfors · Publik: 2 307 · Domare: · Thomas Andersson · Rickard Wissman · |
| 15:00 UTC+2 | 15:00 UTC+2     |          |                         |         | Helsingfors · Publik: 2 307 · Domare: · Thomas Andersson · Rickard Wissman · | Helsingfors · Publik: 2 307 · Domare: · Thomas Andersson · Rickard Wissman · |

|             | 6 december 2021 | Danmark | 01 – 15                 | Sverige | Helsingfors ishall                                                      |                                                                         |
| 17:00 UTC+2 | 17:00 UTC+2     |         | (1–4, 0–3, 0–8) Rapport |         | Helsingfors · Publik: 302 · Domare: · Jakub Furmanek · Vlastimil Solc · | Helsingfors · Publik: 302 · Domare: · Jakub Furmanek · Vlastimil Solc · |
| 17:00 UTC+2 | 17:00 UTC+2     |         |                         |         | Helsingfors · Publik: 302 · Domare: · Jakub Furmanek · Vlastimil Solc · | Helsingfors · Publik: 302 · Domare: · Jakub Furmanek · Vlastimil Solc · |
| 17:00 UTC+2 | 17:00 UTC+2     |         |                         |         | Helsingfors · Publik: 302 · Domare: · Jakub Furmanek · Vlastimil Solc · | Helsingfors · Publik: 302 · Domare: · Jakub Furmanek · Vlastimil Solc · |

### Grupp B
| Nr | Lag      | S | V | O | F | GM | IM | MS  | P |
| -- | -------- | - | - | - | - | -- | -- | --- | - |
| 1  | Schweiz  | 3 | 3 | 0 | 0 | 20 | 9  | +11 | 6 |
| 2  | Tjeckien | 3 | 2 | 0 | 1 | 20 | 7  | +13 | 4 |
| 3  | Norge    | 3 | 1 | 0 | 2 | 15 | 18 | −3  | 2 |
| 4  | Tyskland | 3 | 0 | 0 | 3 | 6  | 27 | −21 | 0 |

|             | 3 december 2021 | Tyskland | 00 – 11                 | Tjeckien | Helsingfors ishall 2                                                       |                                                                            |
| 19:30 UTC+2 | 19:30 UTC+2     |          | (0–3, 0–3, 0–5) Rapport |          | Helsingfors · Publik: 113 · Domare: · Thomas Andersson · Rickard Wissman · | Helsingfors · Publik: 113 · Domare: · Thomas Andersson · Rickard Wissman · |
| 19:30 UTC+2 | 19:30 UTC+2     |          |                         |          | Helsingfors · Publik: 113 · Domare: · Thomas Andersson · Rickard Wissman · | Helsingfors · Publik: 113 · Domare: · Thomas Andersson · Rickard Wissman · |
| 19:30 UTC+2 | 19:30 UTC+2     |          |                         |          | Helsingfors · Publik: 113 · Domare: · Thomas Andersson · Rickard Wissman · | Helsingfors · Publik: 113 · Domare: · Thomas Andersson · Rickard Wissman · |

|             | 4 december 2021 | Norge | 5 – 7                   | Schweiz | Helsingfors ishall                                                           |                                                                              |
| 15:30 UTC+2 | 15:30 UTC+2     |       | (2–3, 2–1, 1–3) Rapport |         | Helsingfors · Publik: 2 233 · Domare: · Thomas Andersson · Rickard Wissman · | Helsingfors · Publik: 2 233 · Domare: · Thomas Andersson · Rickard Wissman · |
| 15:30 UTC+2 | 15:30 UTC+2     |       |                         |         | Helsingfors · Publik: 2 233 · Domare: · Thomas Andersson · Rickard Wissman · | Helsingfors · Publik: 2 233 · Domare: · Thomas Andersson · Rickard Wissman · |
| 15:30 UTC+2 | 15:30 UTC+2     |       |                         |         | Helsingfors · Publik: 2 233 · Domare: · Thomas Andersson · Rickard Wissman · | Helsingfors · Publik: 2 233 · Domare: · Thomas Andersson · Rickard Wissman · |

|             | 5 december 2021 | Tyskland | 4 – 7                   | Norge | Helsingfors ishall                                                      |                                                                         |
| 12:00 UTC+2 | 12:00 UTC+2     |          | (0–4, 3–0, 1–3) Rapport |       | Helsingfors · Publik: 512 · Domare: · Jakub Furmanek · Vlastimil Solc · | Helsingfors · Publik: 512 · Domare: · Jakub Furmanek · Vlastimil Solc · |
| 12:00 UTC+2 | 12:00 UTC+2     |          |                         |       | Helsingfors · Publik: 512 · Domare: · Jakub Furmanek · Vlastimil Solc · | Helsingfors · Publik: 512 · Domare: · Jakub Furmanek · Vlastimil Solc · |
| 12:00 UTC+2 | 12:00 UTC+2     |          |                         |       | Helsingfors · Publik: 512 · Domare: · Jakub Furmanek · Vlastimil Solc · | Helsingfors · Publik: 512 · Domare: · Jakub Furmanek · Vlastimil Solc · |

|             | 4 december 2021 | Tjeckien | 2 – 4                   | Schweiz | Helsingfors ishall                                                     |                                                                        |
| 18:45 UTC+2 | 18:45 UTC+2     |          | (2–1, 0–1, 0–2) Rapport |         | Helsingfors · Publik: 789 · Domare: · Henri Heinola · Manu Marttinen · | Helsingfors · Publik: 789 · Domare: · Henri Heinola · Manu Marttinen · |
| 18:45 UTC+2 | 18:45 UTC+2     |          |                         |         | Helsingfors · Publik: 789 · Domare: · Henri Heinola · Manu Marttinen · | Helsingfors · Publik: 789 · Domare: · Henri Heinola · Manu Marttinen · |
| 18:45 UTC+2 | 18:45 UTC+2     |          |                         |         | Helsingfors · Publik: 789 · Domare: · Henri Heinola · Manu Marttinen · | Helsingfors · Publik: 789 · Domare: · Henri Heinola · Manu Marttinen · |

|             | 6 december 2021 | Schweiz | 9 – 2                   | Tyskland | Helsingfors ishall 2                                                 |                                                                      |
| 17:15 UTC+2 | 17:15 UTC+2     |         | (2–1, 2–0, 5–1) Rapport |          | Helsingfors · Publik: 155 · Domare: · Janne Sjögren · Thomas Ellis · | Helsingfors · Publik: 155 · Domare: · Janne Sjögren · Thomas Ellis · |
| 17:15 UTC+2 | 17:15 UTC+2     |         |                         |          | Helsingfors · Publik: 155 · Domare: · Janne Sjögren · Thomas Ellis · | Helsingfors · Publik: 155 · Domare: · Janne Sjögren · Thomas Ellis · |
| 17:15 UTC+2 | 17:15 UTC+2     |         |                         |          | Helsingfors · Publik: 155 · Domare: · Janne Sjögren · Thomas Ellis · | Helsingfors · Publik: 155 · Domare: · Janne Sjögren · Thomas Ellis · |

|             | 6 december 2021 | Tjeckien | 7 – 3                   | Norge | Helsingfors ishall                                                     |                                                                        |
| 19:45 UTC+2 | 19:45 UTC+2     |          | (2–0, 4–1, 1–2) Rapport |       | Helsingfors · Publik: 216 · Domare: · Sharil Ismail · Oswind Rosayro · | Helsingfors · Publik: 216 · Domare: · Sharil Ismail · Oswind Rosayro · |
| 19:45 UTC+2 | 19:45 UTC+2     |          |                         |       | Helsingfors · Publik: 216 · Domare: · Sharil Ismail · Oswind Rosayro · | Helsingfors · Publik: 216 · Domare: · Sharil Ismail · Oswind Rosayro · |
| 19:45 UTC+2 | 19:45 UTC+2     |          |                         |       | Helsingfors · Publik: 216 · Domare: · Sharil Ismail · Oswind Rosayro · | Helsingfors · Publik: 216 · Domare: · Sharil Ismail · Oswind Rosayro · |

### Grupp C
| Nr | Lag       | S | V | O | F | GM | IM | MS  | P |
| -- | --------- | - | - | - | - | -- | -- | --- | - |
| 1  | Slovakien | 3 | 3 | 0 | 0 | 38 | 7  | +31 | 6 |
| 2  | Polen     | 3 | 2 | 0 | 1 | 30 | 16 | +14 | 4 |
| 3  | Thailand  | 3 | 1 | 0 | 2 | 17 | 26 | −9  | 2 |
| 4  | USA       | 3 | 0 | 0 | 3 | 4  | 42 | −38 | 0 |

|             | 3 december 2021 | Polen | 8 – 6                   | Thailand | Helsingfors ishall 2                                                      |                                                                           |
| 14:00 UTC+2 | 14:00 UTC+2     |       | (3–2, 1–3, 4–1) Rapport |          | Helsingfors · Publik: 78 · Domare: · Sandra Zurbuchen · Corina Wehinger · | Helsingfors · Publik: 78 · Domare: · Sandra Zurbuchen · Corina Wehinger · |
| 14:00 UTC+2 | 14:00 UTC+2     |       |                         |          | Helsingfors · Publik: 78 · Domare: · Sandra Zurbuchen · Corina Wehinger · | Helsingfors · Publik: 78 · Domare: · Sandra Zurbuchen · Corina Wehinger · |
| 14:00 UTC+2 | 14:00 UTC+2     |       |                         |          | Helsingfors · Publik: 78 · Domare: · Sandra Zurbuchen · Corina Wehinger · | Helsingfors · Publik: 78 · Domare: · Sandra Zurbuchen · Corina Wehinger · |

|             | 3 december 2021 | Slovakien | 15 – 10                 | USA | Helsingfors ishall 2                                                   |                                                                        |
| 16:45 UTC+2 | 16:45 UTC+2     |           | (7–1, 4–0, 4–0) Rapport |     | Helsingfors · Publik: 67 · Domare: · Jakub Furmanek · Vlastimil Solc · | Helsingfors · Publik: 67 · Domare: · Jakub Furmanek · Vlastimil Solc · |
| 16:45 UTC+2 | 16:45 UTC+2     |           |                         |     | Helsingfors · Publik: 67 · Domare: · Jakub Furmanek · Vlastimil Solc · | Helsingfors · Publik: 67 · Domare: · Jakub Furmanek · Vlastimil Solc · |
| 16:45 UTC+2 | 16:45 UTC+2     |           |                         |     | Helsingfors · Publik: 67 · Domare: · Jakub Furmanek · Vlastimil Solc · | Helsingfors · Publik: 67 · Domare: · Jakub Furmanek · Vlastimil Solc · |

|             | 4 december 2021 | Thailand | 9 – 3                   | USA | Helsingfors ishall 2                                                   |                                                                        |
| 14:45 UTC+2 | 14:45 UTC+2     |          | (2–1, 2–0, 5–2) Rapport |     | Helsingfors · Publik: 421 · Domare: · Håkan Söderman · Glenn Boström · | Helsingfors · Publik: 421 · Domare: · Håkan Söderman · Glenn Boström · |
| 14:45 UTC+2 | 14:45 UTC+2     |          |                         |     | Helsingfors · Publik: 421 · Domare: · Håkan Söderman · Glenn Boström · | Helsingfors · Publik: 421 · Domare: · Håkan Söderman · Glenn Boström · |
| 14:45 UTC+2 | 14:45 UTC+2     |          |                         |     | Helsingfors · Publik: 421 · Domare: · Håkan Söderman · Glenn Boström · | Helsingfors · Publik: 421 · Domare: · Håkan Söderman · Glenn Boström · |

|             | 4 december 2021 | Polen | 4 – 8                   | Slovakien | Helsingfors ishall 2                                                 |                                                                      |
| 17:30 UTC+2 | 17:30 UTC+2     |       | (1–3, 1–3, 2–2) Rapport |           | Helsingfors · Publik: 721 · Domare: · Janne Sjögren · Thomas Ellis · | Helsingfors · Publik: 721 · Domare: · Janne Sjögren · Thomas Ellis · |
| 17:30 UTC+2 | 17:30 UTC+2     |       |                         |           | Helsingfors · Publik: 721 · Domare: · Janne Sjögren · Thomas Ellis · | Helsingfors · Publik: 721 · Domare: · Janne Sjögren · Thomas Ellis · |
| 17:30 UTC+2 | 17:30 UTC+2     |       |                         |           | Helsingfors · Publik: 721 · Domare: · Janne Sjögren · Thomas Ellis · | Helsingfors · Publik: 721 · Domare: · Janne Sjögren · Thomas Ellis · |

|             | 5 december 2021 | Thailand | 02 – 15                 | Slovakien | Helsingfors ishall 2                                                   |                                                                        |
| 17:30 UTC+2 | 17:30 UTC+2     |          | (1–5, 1–5, 0–5) Rapport |           | Helsingfors · Publik: 275 · Domare: · Sharil Ismail · Oswind Rosayro · | Helsingfors · Publik: 275 · Domare: · Sharil Ismail · Oswind Rosayro · |
| 17:30 UTC+2 | 17:30 UTC+2     |          |                         |           | Helsingfors · Publik: 275 · Domare: · Sharil Ismail · Oswind Rosayro · | Helsingfors · Publik: 275 · Domare: · Sharil Ismail · Oswind Rosayro · |
| 17:30 UTC+2 | 17:30 UTC+2     |          |                         |           | Helsingfors · Publik: 275 · Domare: · Sharil Ismail · Oswind Rosayro · | Helsingfors · Publik: 275 · Domare: · Sharil Ismail · Oswind Rosayro · |

|             | 6 december 2021 | USA | 0 – 18                  | Polen | Helsingfors ishall 2                                                   |                                                                        |
| 14:30 UTC+2 | 14:30 UTC+2     |     | (0–7, 0–7, 0–4) Rapport |       | Helsingfors · Publik: 127 · Domare: · Henri Heinola · Manu Marttinen · | Helsingfors · Publik: 127 · Domare: · Henri Heinola · Manu Marttinen · |
| 14:30 UTC+2 | 14:30 UTC+2     |     |                         |       | Helsingfors · Publik: 127 · Domare: · Henri Heinola · Manu Marttinen · | Helsingfors · Publik: 127 · Domare: · Henri Heinola · Manu Marttinen · |
| 14:30 UTC+2 | 14:30 UTC+2     |     |                         |       | Helsingfors · Publik: 127 · Domare: · Henri Heinola · Manu Marttinen · | Helsingfors · Publik: 127 · Domare: · Henri Heinola · Manu Marttinen · |

### Grupp D
| Nr | Lag          | S | V | O | F | GM | IM | MS  | P |
| -- | ------------ | - | - | - | - | -- | -- | --- | - |
| 1  | Estland      | 3 | 3 | 0 | 0 | 47 | 12 | +35 | 6 |
| 2  | Kanada       | 3 | 2 | 0 | 1 | 26 | 40 | −14 | 4 |
| 3  | Filippinerna | 3 | 1 | 0 | 2 | 23 | 40 | −17 | 2 |
| 4  | Singapore    | 3 | 0 | 0 | 3 | 16 | 44 | −28 | 0 |

|             | 3 december 2021 | Singapore | 8 – 9                   | Kanada | Helsingfors ishall                                                     |                                                                        |
| 12:30 UTC+2 | 12:30 UTC+2     |           | (3–2, 0–3, 5–4) Rapport |        | Helsingfors · Publik: 350 · Domare: · Henri Heinola · Manu Marttinen · | Helsingfors · Publik: 350 · Domare: · Henri Heinola · Manu Marttinen · |
| 12:30 UTC+2 | 12:30 UTC+2     |           |                         |        | Helsingfors · Publik: 350 · Domare: · Henri Heinola · Manu Marttinen · | Helsingfors · Publik: 350 · Domare: · Henri Heinola · Manu Marttinen · |
| 12:30 UTC+2 | 12:30 UTC+2     |           |                         |        | Helsingfors · Publik: 350 · Domare: · Henri Heinola · Manu Marttinen · | Helsingfors · Publik: 350 · Domare: · Henri Heinola · Manu Marttinen · |

|             | 4 december 2021 | Filippinerna | 06 – 13                 | Estland | Helsingfors ishall 2                                                   |                                                                        |
| 12:00 UTC+2 | 12:00 UTC+2     |              | (0–3, 2–7, 4–3) Rapport |         | Helsingfors · Publik: 301 · Domare: · Sharil Ismail · Oswind Rosayro · | Helsingfors · Publik: 301 · Domare: · Sharil Ismail · Oswind Rosayro · |
| 12:00 UTC+2 | 12:00 UTC+2     |              |                         |         | Helsingfors · Publik: 301 · Domare: · Sharil Ismail · Oswind Rosayro · | Helsingfors · Publik: 301 · Domare: · Sharil Ismail · Oswind Rosayro · |
| 12:00 UTC+2 | 12:00 UTC+2     |              |                         |         | Helsingfors · Publik: 301 · Domare: · Sharil Ismail · Oswind Rosayro · | Helsingfors · Publik: 301 · Domare: · Sharil Ismail · Oswind Rosayro · |

|             | 5 december 2021 | Singapore | 4 – 9                   | Filippinerna | Helsingfors ishall 2                                                   |                                                                        |
| 12:00 UTC+2 | 12:00 UTC+2     |           | (0–5, 1–1, 3–3) Rapport |              | Helsingfors · Publik: 295 · Domare: · Håkan Söderman · Glenn Boström · | Helsingfors · Publik: 295 · Domare: · Håkan Söderman · Glenn Boström · |
| 12:00 UTC+2 | 12:00 UTC+2     |           |                         |              | Helsingfors · Publik: 295 · Domare: · Håkan Söderman · Glenn Boström · | Helsingfors · Publik: 295 · Domare: · Håkan Söderman · Glenn Boström · |
| 12:00 UTC+2 | 12:00 UTC+2     |           |                         |              | Helsingfors · Publik: 295 · Domare: · Håkan Söderman · Glenn Boström · | Helsingfors · Publik: 295 · Domare: · Håkan Söderman · Glenn Boström · |

|             | 5 december 2021 | Kanada | 04 – 21                 | Estland | Helsingfors ishall 2                                                 |                                                                      |
| 14:45 UTC+2 | 14:45 UTC+2     |        | (1–6, 2–9, 1–6) Rapport |         | Helsingfors · Publik: 311 · Domare: · Janne Sjögren · Thomas Ellis · | Helsingfors · Publik: 311 · Domare: · Janne Sjögren · Thomas Ellis · |
| 14:45 UTC+2 | 14:45 UTC+2     |        |                         |         | Helsingfors · Publik: 311 · Domare: · Janne Sjögren · Thomas Ellis · | Helsingfors · Publik: 311 · Domare: · Janne Sjögren · Thomas Ellis · |
| 14:45 UTC+2 | 14:45 UTC+2     |        |                         |         | Helsingfors · Publik: 311 · Domare: · Janne Sjögren · Thomas Ellis · | Helsingfors · Publik: 311 · Domare: · Janne Sjögren · Thomas Ellis · |

|             | 6 december 2021 | Estland | 13 – 20                 | Singapore | Helsingfors ishall                                                         |                                                                            |
| 10:15 UTC+2 | 10:15 UTC+2     |         | (4–0, 3–1, 6–1) Rapport |           | Helsingfors · Publik: 103 · Domare: · Thomas Andersson · Rickard Wissman · | Helsingfors · Publik: 103 · Domare: · Thomas Andersson · Rickard Wissman · |
| 10:15 UTC+2 | 10:15 UTC+2     |         |                         |           | Helsingfors · Publik: 103 · Domare: · Thomas Andersson · Rickard Wissman · | Helsingfors · Publik: 103 · Domare: · Thomas Andersson · Rickard Wissman · |
| 10:15 UTC+2 | 10:15 UTC+2     |         |                         |           | Helsingfors · Publik: 103 · Domare: · Thomas Andersson · Rickard Wissman · | Helsingfors · Publik: 103 · Domare: · Thomas Andersson · Rickard Wissman · |

|             | 6 december 2021 | Kanada | 13 – 80                 | Filippinerna | Helsingfors ishall                                                         |                                                                            |
| 13:00 UTC+2 | 13:00 UTC+2     |        | (6–3, 4–3, 3–2) Rapport |              | Helsingfors · Publik: 306 · Domare: · Sandra Zurbuchen · Corina Wehinger · | Helsingfors · Publik: 306 · Domare: · Sandra Zurbuchen · Corina Wehinger · |
| 13:00 UTC+2 | 13:00 UTC+2     |        |                         |              | Helsingfors · Publik: 306 · Domare: · Sandra Zurbuchen · Corina Wehinger · | Helsingfors · Publik: 306 · Domare: · Sandra Zurbuchen · Corina Wehinger · |
| 13:00 UTC+2 | 13:00 UTC+2     |        |                         |              | Helsingfors · Publik: 306 · Domare: · Sandra Zurbuchen · Corina Wehinger · | Helsingfors · Publik: 306 · Domare: · Sandra Zurbuchen · Corina Wehinger · |

## Slutspel

### Slutspelsträd
|  | Playoff (Förlorarna till spel om 9–12:e plats) | Playoff (Förlorarna till spel om 9–12:e plats) |                 |   | Kvartsfinaler (Förlorarna till spel om 5–8:e plats) | Kvartsfinaler (Förlorarna till spel om 5–8:e plats) |   |  | Semifinaler | Semifinaler |  |  | Final | Final |
|  |                                                |                                                |                 |   |                                                     |                                                     |   |  |             |             |  |  |       |       |
|  |                                                |                                                |                 |   |                                                     |                                                     |   |  |             |             |  |  |       |       |
|  |                                                |                                                |                 |   |                                                     |                                                     |   |  |             |             |  |  |       |       |
|  |                                                |                                                |                 |   |                                                     |                                                     |   |  |             |             |  |  |       |       |
|  |                                                |                                                |                 |   |                                                     |                                                     |   |  |             |             |  |  |       |       |
|  |                                                |                                                |                 |   |                                                     |                                                     |   |  |             |             |  |  |       |       |
|  | Finland                                        | 5                                              |                 |   |                                                     |                                                     |   |  |             |             |  |  |       |       |
|  | Finland                                        | 5                                              |                 |   |                                                     |                                                     |   |  |             |             |  |  |       |       |
|  |                                                |                                                | Slovakien       | 1 |                                                     |                                                     |   |  |             |             |  |  |       |       |
|  | Tyskland                                       | 3                                              | Slovakien       | 1 |                                                     |                                                     |   |  |             |             |  |  |       |       |
|  | Tyskland                                       | 3                                              |                 |   |                                                     |                                                     |   |  |             |             |  |  |       |       |
|  | Slovakien                                      | 7                                              |                 |   |                                                     |                                                     |   |  |             |             |  |  |       |       |
|  | Slovakien                                      | 7                                              | Finland         | 3 |                                                     |                                                     |   |  |             |             |  |  |       |       |
|  |                                                |                                                | Finland         | 3 |                                                     |                                                     |   |  |             |             |  |  |       |       |
|  |                                                | Tjeckien                                       | 2               |   |                                                     |                                                     |   |  |             |             |  |  |       |       |
|  |                                                | Tjeckien                                       | 2               |   |                                                     |                                                     |   |  |             |             |  |  |       |       |
|  |                                                |                                                |                 |   |                                                     |                                                     |   |  |             |             |  |  |       |       |
|  |                                                |                                                |                 |   |                                                     |                                                     |   |  |             |             |  |  |       |       |
|  | Tjeckien                                       | 9                                              |                 |   |                                                     |                                                     |   |  |             |             |  |  |       |       |
|  | Tjeckien                                       | 9                                              |                 |   |                                                     |                                                     |   |  |             |             |  |  |       |       |
|  |                                                |                                                | Lettland        | 1 |                                                     |                                                     |   |  |             |             |  |  |       |       |
|  | Lettland                                       | 16                                             | Lettland        | 1 |                                                     |                                                     |   |  |             |             |  |  |       |       |
|  | Lettland                                       | 16                                             |                 |   |                                                     |                                                     |   |  |             |             |  |  |       |       |
|  | Kanada                                         | 3                                              |                 |   |                                                     |                                                     |   |  |             |             |  |  |       |       |
|  | Kanada                                         | 3                                              | Finland         | 4 |                                                     |                                                     |   |  |             |             |  |  |       |       |
|  |                                                |                                                | Finland         | 4 |                                                     |                                                     |   |  |             |             |  |  |       |       |
|  |                                                | Sverige                                        | 6               |   |                                                     |                                                     |   |  |             |             |  |  |       |       |
|  |                                                | Sverige                                        | 6               |   |                                                     |                                                     |   |  |             |             |  |  |       |       |
|  |                                                |                                                |                 |   |                                                     |                                                     |   |  |             |             |  |  |       |       |
|  |                                                |                                                |                 |   |                                                     |                                                     |   |  |             |             |  |  |       |       |
|  | Schweiz                                        | 9                                              |                 |   |                                                     |                                                     |   |  |             |             |  |  |       |       |
|  | Schweiz                                        | 9                                              |                 |   |                                                     |                                                     |   |  |             |             |  |  |       |       |
|  |                                                |                                                | Estland         | 0 |                                                     |                                                     |   |  |             |             |  |  |       |       |
|  | Danmark                                        | 3                                              | Estland         | 0 |                                                     |                                                     |   |  |             |             |  |  |       |       |
|  | Danmark                                        | 3                                              |                 |   |                                                     |                                                     |   |  |             |             |  |  |       |       |
|  | Estland                                        | 5                                              |                 |   |                                                     |                                                     |   |  |             |             |  |  |       |       |
|  | Estland                                        | 5                                              | Schweiz         | 1 |                                                     |                                                     |   |  |             |             |  |  |       |       |
|  |                                                |                                                | Schweiz         | 1 |                                                     |                                                     |   |  |             |             |  |  |       |       |
|  |                                                | Sverige                                        | 6               |   | Bronsmatch                                          | Bronsmatch                                          |   |  |             |             |  |  |       |       |
|  |                                                | Sverige                                        | 6               |   | Bronsmatch                                          | Bronsmatch                                          |   |  |             |             |  |  |       |       |
|  |                                                |                                                |                 |   |                                                     |                                                     |   |  |             |             |  |  |       |       |
|  |                                                |                                                |                 |   |                                                     |                                                     |   |  |             |             |  |  |       |       |
|  | Sverige                                        | 8                                              | Tjeckien (e.f.) | 4 |                                                     |                                                     |   |  |             |             |  |  |       |       |
|  | Sverige                                        | 8                                              | Tjeckien (e.f.) | 4 |                                                     |                                                     |   |  |             |             |  |  |       |       |
|  |                                                |                                                | Norge           | 2 |                                                     | Schweiz                                             | 3 |  |             |             |  |  |       |       |
|  | Norge                                          | 7                                              | Norge           | 2 |                                                     | Schweiz                                             | 3 |  |             |             |  |  |       |       |
|  | Norge                                          | 7                                              |                 |   |                                                     |                                                     |   |  |             |             |  |  |       |       |
|  | Polen                                          | 3                                              |                 |   |                                                     |                                                     |   |  |             |             |  |  |       |       |
|  | Polen                                          | 3                                              |                 |   |                                                     |                                                     |   |  |             |             |  |  |       |       |

### Playoff
|             | 7 december 2021 | Tyskland | 3 – 7                   | Slovakien | Helsingfors ishall                                                     |                                                                        |
| 10:00 UTC+2 | 10:00 UTC+2     |          | (0–3, 1–1, 2–3) Rapport |           | Helsingfors · Publik: 473 · Domare: · Håkan Söderman · Glenn Boström · | Helsingfors · Publik: 473 · Domare: · Håkan Söderman · Glenn Boström · |
| 10:00 UTC+2 | 10:00 UTC+2     |          |                         |           | Helsingfors · Publik: 473 · Domare: · Håkan Söderman · Glenn Boström · | Helsingfors · Publik: 473 · Domare: · Håkan Söderman · Glenn Boström · |
| 10:00 UTC+2 | 10:00 UTC+2     |          |                         |           | Helsingfors · Publik: 473 · Domare: · Håkan Söderman · Glenn Boström · | Helsingfors · Publik: 473 · Domare: · Håkan Söderman · Glenn Boström · |

|             | 7 december 2021 | Norge | 7 – 3                   | Polen | Helsingfors ishall                                                   |                                                                      |
| 13:00 UTC+2 | 13:00 UTC+2     |       | (2–1, 1–2, 4–0) Rapport |       | Helsingfors · Publik: 163 · Domare: · Janne Sjögren · Thomas Ellis · | Helsingfors · Publik: 163 · Domare: · Janne Sjögren · Thomas Ellis · |
| 13:00 UTC+2 | 13:00 UTC+2     |       |                         |       | Helsingfors · Publik: 163 · Domare: · Janne Sjögren · Thomas Ellis · | Helsingfors · Publik: 163 · Domare: · Janne Sjögren · Thomas Ellis · |
| 13:00 UTC+2 | 13:00 UTC+2     |       |                         |       | Helsingfors · Publik: 163 · Domare: · Janne Sjögren · Thomas Ellis · | Helsingfors · Publik: 163 · Domare: · Janne Sjögren · Thomas Ellis · |

|             | 7 december 2021 | Danmark | 3 – 5                   | Estland | Helsingfors ishall                                                           |                                                                              |
| 16:00 UTC+2 | 16:00 UTC+2     |         | (0–0, 2–2, 1–3) Rapport |         | Helsingfors · Publik: 1 065 · Domare: · Sandra Zurbuchen · Corina Wehinger · | Helsingfors · Publik: 1 065 · Domare: · Sandra Zurbuchen · Corina Wehinger · |
| 16:00 UTC+2 | 16:00 UTC+2     |         |                         |         | Helsingfors · Publik: 1 065 · Domare: · Sandra Zurbuchen · Corina Wehinger · | Helsingfors · Publik: 1 065 · Domare: · Sandra Zurbuchen · Corina Wehinger · |
| 16:00 UTC+2 | 16:00 UTC+2     |         |                         |         | Helsingfors · Publik: 1 065 · Domare: · Sandra Zurbuchen · Corina Wehinger · | Helsingfors · Publik: 1 065 · Domare: · Sandra Zurbuchen · Corina Wehinger · |

|             | 7 december 2021 | Lettland | 16 – 30                 | Kanada | Helsingfors ishall                                                         |                                                                            |
| 19:00 UTC+2 | 19:00 UTC+2     |          | (6–1, 3–0, 7–2) Rapport |        | Helsingfors · Publik: 213 · Domare: · Thomas Andersson · Rickard Wissman · | Helsingfors · Publik: 213 · Domare: · Thomas Andersson · Rickard Wissman · |
| 19:00 UTC+2 | 19:00 UTC+2     |          |                         |        | Helsingfors · Publik: 213 · Domare: · Thomas Andersson · Rickard Wissman · | Helsingfors · Publik: 213 · Domare: · Thomas Andersson · Rickard Wissman · |
| 19:00 UTC+2 | 19:00 UTC+2     |          |                         |        | Helsingfors · Publik: 213 · Domare: · Thomas Andersson · Rickard Wissman · | Helsingfors · Publik: 213 · Domare: · Thomas Andersson · Rickard Wissman · |

### Kvartsfinaler
|             | 8 december 2021 | Tjeckien | 9 – 1                   | Lettland | Helsingfors ishall                                                         |                                                                            |
| 15:30 UTC+2 | 15:30 UTC+2     |          | (1–0, 2–1, 6–0) Rapport |          | Helsingfors · Publik: 468 · Domare: · Sandra Zurbuchen · Corina Wehinger · | Helsingfors · Publik: 468 · Domare: · Sandra Zurbuchen · Corina Wehinger · |
| 15:30 UTC+2 | 15:30 UTC+2     |          |                         |          | Helsingfors · Publik: 468 · Domare: · Sandra Zurbuchen · Corina Wehinger · | Helsingfors · Publik: 468 · Domare: · Sandra Zurbuchen · Corina Wehinger · |
| 15:30 UTC+2 | 15:30 UTC+2     |          |                         |          | Helsingfors · Publik: 468 · Domare: · Sandra Zurbuchen · Corina Wehinger · | Helsingfors · Publik: 468 · Domare: · Sandra Zurbuchen · Corina Wehinger · |

|             | 8 december 2021 | Finland | 5 – 1                   | Slovakien | Helsingfors ishall                                                        |                                                                           |
| 18:45 UTC+2 | 18:45 UTC+2     |         | (2–0, 2–1, 1–0) Rapport |           | Helsingfors · Publik: 1 728 · Domare: · Jakub Furmanek · Vlastimil Solc · | Helsingfors · Publik: 1 728 · Domare: · Jakub Furmanek · Vlastimil Solc · |
| 18:45 UTC+2 | 18:45 UTC+2     |         |                         |           | Helsingfors · Publik: 1 728 · Domare: · Jakub Furmanek · Vlastimil Solc · | Helsingfors · Publik: 1 728 · Domare: · Jakub Furmanek · Vlastimil Solc · |
| 18:45 UTC+2 | 18:45 UTC+2     |         |                         |           | Helsingfors · Publik: 1 728 · Domare: · Jakub Furmanek · Vlastimil Solc · | Helsingfors · Publik: 1 728 · Domare: · Jakub Furmanek · Vlastimil Solc · |

|             | 9 december 2021 | Schweiz | 9 – 0                   | Estland | Helsingfors ishall                                       |                                                          |
| 15:30 UTC+2 | 15:30 UTC+2     |         | (3–0, 2–0, 4–0) Rapport |         | Helsingfors · Domare: · Håkan Söderman · Glenn Boström · | Helsingfors · Domare: · Håkan Söderman · Glenn Boström · |
| 15:30 UTC+2 | 15:30 UTC+2     |         |                         |         | Helsingfors · Domare: · Håkan Söderman · Glenn Boström · | Helsingfors · Domare: · Håkan Söderman · Glenn Boström · |
| 15:30 UTC+2 | 15:30 UTC+2     |         |                         |         | Helsingfors · Domare: · Håkan Söderman · Glenn Boström · | Helsingfors · Domare: · Håkan Söderman · Glenn Boström · |

|             | 9 december 2021 | Sverige | 8 – 2                   | Norge | Helsingfors ishall                                     |                                                        |
| 18:30 UTC+2 | 18:30 UTC+2     |         | (6–0, 0–0, 2–2) Rapport |       | Helsingfors · Domare: · Janne Sjögren · Thomas Ellis · | Helsingfors · Domare: · Janne Sjögren · Thomas Ellis · |
| 18:30 UTC+2 | 18:30 UTC+2     |         |                         |       | Helsingfors · Domare: · Janne Sjögren · Thomas Ellis · | Helsingfors · Domare: · Janne Sjögren · Thomas Ellis · |
| 18:30 UTC+2 | 18:30 UTC+2     |         |                         |       | Helsingfors · Domare: · Janne Sjögren · Thomas Ellis · | Helsingfors · Domare: · Janne Sjögren · Thomas Ellis · |

### Semifinaler
|             | 10 december 2021 | Schweiz | 1 – 6                   | Sverige | Helsingfors ishall                                                       |                                                                          |
| 15:30 UTC+2 | 15:30 UTC+2      |         | (0–2, 1–0, 0–4) Rapport |         | Helsingfors · Publik: 6 453 · Domare: · Henri Heinola · Manu Marttinen · | Helsingfors · Publik: 6 453 · Domare: · Henri Heinola · Manu Marttinen · |
| 15:30 UTC+2 | 15:30 UTC+2      |         |                         |         | Helsingfors · Publik: 6 453 · Domare: · Henri Heinola · Manu Marttinen · | Helsingfors · Publik: 6 453 · Domare: · Henri Heinola · Manu Marttinen · |
| 15:30 UTC+2 | 15:30 UTC+2      |         |                         |         | Helsingfors · Publik: 6 453 · Domare: · Henri Heinola · Manu Marttinen · | Helsingfors · Publik: 6 453 · Domare: · Henri Heinola · Manu Marttinen · |

|             | 10 december 2021 | Finland | 3 – 2                   | Tjeckien | Helsingfors ishall                                                            |                                                                               |
| 18:45 UTC+2 | 18:45 UTC+2      |         | (0–2, 2–0, 1–0) Rapport |          | Helsingfors · Publik: 10 263 · Domare: · Thomas Andersson · Rickard Wissman · | Helsingfors · Publik: 10 263 · Domare: · Thomas Andersson · Rickard Wissman · |
| 18:45 UTC+2 | 18:45 UTC+2      |         |                         |          | Helsingfors · Publik: 10 263 · Domare: · Thomas Andersson · Rickard Wissman · | Helsingfors · Publik: 10 263 · Domare: · Thomas Andersson · Rickard Wissman · |
| 18:45 UTC+2 | 18:45 UTC+2      |         |                         |          | Helsingfors · Publik: 10 263 · Domare: · Thomas Andersson · Rickard Wissman · | Helsingfors · Publik: 10 263 · Domare: · Thomas Andersson · Rickard Wissman · |

### Bronsmatch
|             | 11 december 2021 | Tjeckien | 0000 4 – 3 (e.fl.)           | Schweiz | Helsingfors ishall                                                        |                                                                           |
| 14:30 UTC+2 | 14:30 UTC+2      |          | (1–1, 0–1, 2–1, 1–0) Rapport |         | Helsingfors · Publik: 10 065 · Domare: · Håkan Söderman · Glenn Boström · | Helsingfors · Publik: 10 065 · Domare: · Håkan Söderman · Glenn Boström · |
| 14:30 UTC+2 | 14:30 UTC+2      |          |                              |         | Helsingfors · Publik: 10 065 · Domare: · Håkan Söderman · Glenn Boström · | Helsingfors · Publik: 10 065 · Domare: · Håkan Söderman · Glenn Boström · |
| 14:30 UTC+2 | 14:30 UTC+2      |          |                              |         | Helsingfors · Publik: 10 065 · Domare: · Håkan Söderman · Glenn Boström · | Helsingfors · Publik: 10 065 · Domare: · Håkan Söderman · Glenn Boström · |

### Final
|             | 11 december 2021 | Finland                                                     | 4 – 6                   | Sverige | Helsingfors ishall                                                            |                                                                               |
| 17:30 UTC+2 | 17:30 UTC+2      | Justus Kainulainen 1:26′, 50:50′, 52:26′ Eemeli Salin 9:57′ | (2–0, 0–3, 2–3) Rapport | 24:59′ Rasmus Enström 27:51′ Kim Nilsson 34:36′ Linus Nordgren 50:12′ Albin Sjögren 58:23′ Tobias Gustafsson 59:48′ Hampus Ahren | Helsingfors · Publik: 12 508 · Domare: · Sandra Zurbuchen · Corina Wehinger · | Helsingfors · Publik: 12 508 · Domare: · Sandra Zurbuchen · Corina Wehinger · |
| 17:30 UTC+2 | 17:30 UTC+2      |                                                             |                         | | Helsingfors · Publik: 12 508 · Domare: · Sandra Zurbuchen · Corina Wehinger · | Helsingfors · Publik: 12 508 · Domare: · Sandra Zurbuchen · Corina Wehinger · |
| 17:30 UTC+2 | 17:30 UTC+2      |                                                             |                         | | Helsingfors · Publik: 12 508 · Domare: · Sandra Zurbuchen · Corina Wehinger · | Helsingfors · Publik: 12 508 · Domare: · Sandra Zurbuchen · Corina Wehinger · |

## Placeringsmatcher

### Spel om trettonde- till sextondeplats

#### Spelträd
|  | Semifinaler  | Semifinaler     |       |     | Match om trettondeplats | Match om trettondeplats |  |
|  |              |                 |       |     |                         |                         |  |
|  |              |                 |       |     |                         |                         |  |
|  | Filippinerna | 10              |       |     |                         |                         |  |
|  | USA          | 5               |       |     |                         |                         |  |
|  |              |                 |       |     |                         |                         |  |
|  |              |                 |       |     |                         |                         |  |
|  |              |                 |       |     | Filippinerna            | 6 (2)                   |  |
|  |              | Thailand (str.) | 6 (3) |     |                         |                         |  |
|  |              |                 |       |     |                         |                         |  |
|  |              |                 |       |     |                         |                         |  |
|  |              |                 |       |     | Match om femtondeplats  |                         |  |
|  |              |                 |       |     |                         |                         |  |
|  | Thailand     | 11              |       | USA | 4                       |                         |  |
|  | Singapore    | 6               |       |     | Singapore               | 2                       |  |

#### Semifinaler
|             | 7 december 2021 | Filippinerna | 10 – 50                 | USA | Helsingfors ishall 2                                                   |                                                                        |
| 14:30 UTC+2 | 14:30 UTC+2     |              | (4–3, 2–1, 4–1) Rapport |     | Helsingfors · Publik: 101 · Domare: · Sharil Ismail · Oswind Rosayro · | Helsingfors · Publik: 101 · Domare: · Sharil Ismail · Oswind Rosayro · |
| 14:30 UTC+2 | 14:30 UTC+2     |              |                         |     | Helsingfors · Publik: 101 · Domare: · Sharil Ismail · Oswind Rosayro · | Helsingfors · Publik: 101 · Domare: · Sharil Ismail · Oswind Rosayro · |
| 14:30 UTC+2 | 14:30 UTC+2     |              |                         |     | Helsingfors · Publik: 101 · Domare: · Sharil Ismail · Oswind Rosayro · | Helsingfors · Publik: 101 · Domare: · Sharil Ismail · Oswind Rosayro · |

|             | 7 december 2021 | Thailand | 11 – 60                 | Singapore | Helsingfors ishall 2                                                    |                                                                         |
| 17:15 UTC+2 | 17:15 UTC+2     |          | (4–1, 6–1, 1–4) Rapport |           | Helsingfors · Publik: 217 · Domare: · Jakub Furmanek · Vlastimil Solc · | Helsingfors · Publik: 217 · Domare: · Jakub Furmanek · Vlastimil Solc · |
| 17:15 UTC+2 | 17:15 UTC+2     |          |                         |           | Helsingfors · Publik: 217 · Domare: · Jakub Furmanek · Vlastimil Solc · | Helsingfors · Publik: 217 · Domare: · Jakub Furmanek · Vlastimil Solc · |
| 17:15 UTC+2 | 17:15 UTC+2     |          |                         |           | Helsingfors · Publik: 217 · Domare: · Jakub Furmanek · Vlastimil Solc · | Helsingfors · Publik: 217 · Domare: · Jakub Furmanek · Vlastimil Solc · |

#### Match om femtondeplats
|             | 8 december 2021 | USA | 4 – 2                   | Singapore | Helsingfors ishall 2                                                       |                                                                            |
| 14:00 UTC+2 | 14:00 UTC+2     |     | (0–1, 2–0, 2–1) Rapport |           | Helsingfors · Publik: 123 · Domare: · Thomas Andersson · Rickard Wissman · | Helsingfors · Publik: 123 · Domare: · Thomas Andersson · Rickard Wissman · |
| 14:00 UTC+2 | 14:00 UTC+2     |     |                         |           | Helsingfors · Publik: 123 · Domare: · Thomas Andersson · Rickard Wissman · | Helsingfors · Publik: 123 · Domare: · Thomas Andersson · Rickard Wissman · |
| 14:00 UTC+2 | 14:00 UTC+2     |     |                         |           | Helsingfors · Publik: 123 · Domare: · Thomas Andersson · Rickard Wissman · | Helsingfors · Publik: 123 · Domare: · Thomas Andersson · Rickard Wissman · |

#### Match om trettondeplats
|             | 8 december 2021 | Filippinerna               | 0000 6 – 6 (e.fl.)           | Thailand | Helsingfors ishall 2                                                   |                                                                        |
| 17:00 UTC+2 | 17:00 UTC+2     |                            | (2–3, 2–1, 4–4, 0–0) Rapport |          | Helsingfors · Publik: 128 · Domare: · Hakan Soderman · Glenn Boström · | Helsingfors · Publik: 128 · Domare: · Hakan Soderman · Glenn Boström · |
| 17:00 UTC+2 | 17:00 UTC+2     |                            |                              |          | Helsingfors · Publik: 128 · Domare: · Hakan Soderman · Glenn Boström · | Helsingfors · Publik: 128 · Domare: · Hakan Soderman · Glenn Boström · |
| 17:00 UTC+2 | 17:00 UTC+2     | Straffsparksläggning 2 – 3 |                              |          | Helsingfors · Publik: 128 · Domare: · Hakan Soderman · Glenn Boström · | Helsingfors · Publik: 128 · Domare: · Hakan Soderman · Glenn Boström · |

### Spel om nionde- till tolfteplats

#### Spelträd
|  | Semifinaler | Semifinaler |   |              | Match om niondeplats | Match om niondeplats |  |
|  |             |             |   |              |                      |                      |  |
|  |             |             |   |              |                      |                      |  |
|  | Polen       | 3           |   |              |                      |                      |  |
|  | Danmark     | 7           |   |              |                      |                      |  |
|  |             |             |   |              |                      |                      |  |
|  |             |             |   |              |                      |                      |  |
|  |             |             |   |              | Danmark              | 3                    |  |
|  |             | Tyskland    | 6 |              |                      |                      |  |
|  |             |             |   |              |                      |                      |  |
|  |             |             |   |              |                      |                      |  |
|  |             |             |   |              | Match om elfteplats  |                      |  |
|  |             |             |   |              |                      |                      |  |
|  | Kanada      | 7           |   | Polen (str.) | 5 (3)                |                      |  |
|  | Tyskland    | 15          |   |              | Kanada               | 5 (1)                |  |

#### Semifinaler
|             | 8 december 2021 | Kanada | 07 – 15                 | Tyskland | Helsingfors ishall 2                                                   |                                                                        |
| 11:00 UTC+2 | 11:00 UTC+2     |        | (3–1, 4–2, 8–4) Rapport |          | Helsingfors · Publik: 360 · Domare: · Sharil Ismail · Oswind Rosayro · | Helsingfors · Publik: 360 · Domare: · Sharil Ismail · Oswind Rosayro · |
| 11:00 UTC+2 | 11:00 UTC+2     |        |                         |          | Helsingfors · Publik: 360 · Domare: · Sharil Ismail · Oswind Rosayro · | Helsingfors · Publik: 360 · Domare: · Sharil Ismail · Oswind Rosayro · |
| 11:00 UTC+2 | 11:00 UTC+2     |        |                         |          | Helsingfors · Publik: 360 · Domare: · Sharil Ismail · Oswind Rosayro · | Helsingfors · Publik: 360 · Domare: · Sharil Ismail · Oswind Rosayro · |

|             | 8 december 2021 | Polen | 3 – 7                   | Danmark | Helsingfors ishall                                                     |                                                                        |
| 12:30 UTC+2 | 12:30 UTC+2     |       | (1–5, 1–2, 1–0) Rapport |         | Helsingfors · Publik: 812 · Domare: · Henri Heinola · Manu Marttinen · | Helsingfors · Publik: 812 · Domare: · Henri Heinola · Manu Marttinen · |
| 12:30 UTC+2 | 12:30 UTC+2     |       |                         |         | Helsingfors · Publik: 812 · Domare: · Henri Heinola · Manu Marttinen · | Helsingfors · Publik: 812 · Domare: · Henri Heinola · Manu Marttinen · |
| 12:30 UTC+2 | 12:30 UTC+2     |       |                         |         | Helsingfors · Publik: 812 · Domare: · Henri Heinola · Manu Marttinen · | Helsingfors · Publik: 812 · Domare: · Henri Heinola · Manu Marttinen · |

#### Match om elfteplats
|            | 9 december 2021 | Polen | 0000 5 – 5 (e.fl.)           | Kanada | Helsingfors ishall 2                                         |                                                              |
| 9:30 UTC+2 | 9:30 UTC+2      |       | (1–2, 2–3, 2–0, 0–0) Rapport |        | Helsingfors · Domare: · Sandra Zurbuchen · Corina Wehinger · | Helsingfors · Domare: · Sandra Zurbuchen · Corina Wehinger · |
| 9:30 UTC+2 | 9:30 UTC+2      |       |                              |        | Helsingfors · Domare: · Sandra Zurbuchen · Corina Wehinger · | Helsingfors · Domare: · Sandra Zurbuchen · Corina Wehinger · |
| 9:30 UTC+2 | 9:30 UTC+2      |       |                              |        | Helsingfors · Domare: · Sandra Zurbuchen · Corina Wehinger · | Helsingfors · Domare: · Sandra Zurbuchen · Corina Wehinger · |

#### Match om niondeplats
|             | 9 december 2021 | Danmark | 3 – 6                   | Tyskland | Helsingfors ishall 2                                      |                                                           |
| 12:30 UTC+2 | 12:30 UTC+2     |         | (2–1, 0–4, 1–1) Rapport |          | Helsingfors · Domare: · Jakub Furmanek · Vlastimil Solc · | Helsingfors · Domare: · Jakub Furmanek · Vlastimil Solc · |
| 12:30 UTC+2 | 12:30 UTC+2     |         |                         |          | Helsingfors · Domare: · Jakub Furmanek · Vlastimil Solc · | Helsingfors · Domare: · Jakub Furmanek · Vlastimil Solc · |
| 12:30 UTC+2 | 12:30 UTC+2     |         |                         |          | Helsingfors · Domare: · Jakub Furmanek · Vlastimil Solc · | Helsingfors · Domare: · Jakub Furmanek · Vlastimil Solc · |

### Spel om femte- till åttondeplats

#### Spelträd
|  | Semifinaler  | Semifinaler |   |                  | Match om femteplats  | Match om femteplats |  |
|  |              |             |   |                  |                      |                     |  |
|  |              |             |   |                  |                      |                     |  |
|  | Slovakien    | 2           |   |                  |                      |                     |  |
|  | Lettland     | 6           |   |                  |                      |                     |  |
|  |              |             |   |                  |                      |                     |  |
|  |              |             |   |                  |                      |                     |  |
|  |              |             |   |                  | Lettland             | 4                   |  |
|  |              | Norge       | 2 |                  |                      |                     |  |
|  |              |             |   |                  |                      |                     |  |
|  |              |             |   |                  |                      |                     |  |
|  |              |             |   |                  | Match om sjundeplats |                     |  |
|  |              |             |   |                  |                      |                     |  |
|  | Estland      | 4           |   | Slovakien (e.f.) | 8                    |                     |  |
|  | Norge (e.f.) | 5           |   |                  | Estland              | 7                   |  |

#### Semifinaler
|             | 10 december 2021 | Slovakien | 2 – 6                   | Lettland | Helsingfors ishall 2                                                 |                                                                      |
| 10:00 UTC+2 | 10:00 UTC+2      |           | (0–1, 1–2, 1–3) Rapport |          | Helsingfors · Publik: 323 · Domare: · Janne Sjögren · Thomas Ellis · | Helsingfors · Publik: 323 · Domare: · Janne Sjögren · Thomas Ellis · |
| 10:00 UTC+2 | 10:00 UTC+2      |           |                         |          | Helsingfors · Publik: 323 · Domare: · Janne Sjögren · Thomas Ellis · | Helsingfors · Publik: 323 · Domare: · Janne Sjögren · Thomas Ellis · |
| 10:00 UTC+2 | 10:00 UTC+2      |           |                         |          | Helsingfors · Publik: 323 · Domare: · Janne Sjögren · Thomas Ellis · | Helsingfors · Publik: 323 · Domare: · Janne Sjögren · Thomas Ellis · |

|             | 10 december 2021 | Estland | 0000 4 – 5 (e.fl.)           | Norge | Helsingfors ishall 2                                                   |                                                                        |
| 13:00 UTC+2 | 13:00 UTC+2      |         | (2–2, 0–2, 2–0, 0–1) Rapport |       | Helsingfors · Publik: 240 · Domare: · Håkan Söderman · Glenn Boström · | Helsingfors · Publik: 240 · Domare: · Håkan Söderman · Glenn Boström · |
| 13:00 UTC+2 | 13:00 UTC+2      |         |                              |       | Helsingfors · Publik: 240 · Domare: · Håkan Söderman · Glenn Boström · | Helsingfors · Publik: 240 · Domare: · Håkan Söderman · Glenn Boström · |
| 13:00 UTC+2 | 13:00 UTC+2      |         |                              |       | Helsingfors · Publik: 240 · Domare: · Håkan Söderman · Glenn Boström · | Helsingfors · Publik: 240 · Domare: · Håkan Söderman · Glenn Boström · |

#### Match om sjundeplats
|             | 11 december 2021 | Slovakien | 0000 8 – 7 (e.fl.)           | Estland | Helsingfors ishall 2                                                 |                                                                      |
| 10:00 UTC+2 | 10:00 UTC+2      |           | (3–1, 3–3, 1–3, 1–0) Rapport |         | Helsingfors · Publik: 163 · Domare: · Janne Sjögren · Thomas Ellis · | Helsingfors · Publik: 163 · Domare: · Janne Sjögren · Thomas Ellis · |
| 10:00 UTC+2 | 10:00 UTC+2      |           |                              |         | Helsingfors · Publik: 163 · Domare: · Janne Sjögren · Thomas Ellis · | Helsingfors · Publik: 163 · Domare: · Janne Sjögren · Thomas Ellis · |
| 10:00 UTC+2 | 10:00 UTC+2      |           |                              |         | Helsingfors · Publik: 163 · Domare: · Janne Sjögren · Thomas Ellis · | Helsingfors · Publik: 163 · Domare: · Janne Sjögren · Thomas Ellis · |

#### Match om femteplats
|             | 11 december 2021 | Lettland | 4 – 2                   | Norge | Helsingfors ishall 2                                                   |                                                                        |
| 13:00 UTC+2 | 13:00 UTC+2      |          | (0–0, 3–0, 1–2) Rapport |       | Helsingfors · Publik: 143 · Domare: · Henri Heinola · Manu Marttinen · | Helsingfors · Publik: 143 · Domare: · Henri Heinola · Manu Marttinen · |
| 13:00 UTC+2 | 13:00 UTC+2      |          |                         |       | Helsingfors · Publik: 143 · Domare: · Henri Heinola · Manu Marttinen · | Helsingfors · Publik: 143 · Domare: · Henri Heinola · Manu Marttinen · |
| 13:00 UTC+2 | 13:00 UTC+2      |          |                         |       | Helsingfors · Publik: 143 · Domare: · Henri Heinola · Manu Marttinen · | Helsingfors · Publik: 143 · Domare: · Henri Heinola · Manu Marttinen · |

## Slutställning
| Nr | Lag          | S | V | O | F | GM | IM | MS  | P  |
| -- | ------------ | - | - | - | - | -- | -- | --- | -- |
| 1  | Sverige      | 6 | 5 | 0 | 1 | 49 | 16 | +33 | 10 |
| 2  | Finland      | 6 | 5 | 0 | 1 | 33 | 14 | +19 | 10 |
| 3  | Tjeckien     | 6 | 4 | 0 | 2 | 35 | 14 | +21 | 8  |
| 4  | Schweiz      | 6 | 4 | 0 | 2 | 33 | 19 | +14 | 8  |
| 5  | Lettland     | 7 | 3 | 1 | 3 | 35 | 39 | −4  | 7  |
| 6  | Norge        | 7 | 3 | 0 | 4 | 31 | 37 | −6  | 6  |
| 7  | Slovakien    | 7 | 5 | 0 | 2 | 56 | 28 | +28 | 10 |
| 8  | Estland      | 7 | 4 | 0 | 3 | 63 | 37 | +26 | 8  |
| 9  | Tyskland     | 6 | 2 | 0 | 4 | 30 | 44 | −14 | 4  |
| 10 | Danmark      | 6 | 1 | 1 | 4 | 19 | 41 | −22 | 3  |
| 11 | Polen        | 6 | 2 | 1 | 3 | 41 | 35 | +6  | 5  |
| 12 | Kanada       | 6 | 2 | 1 | 3 | 41 | 76 | −35 | 5  |
| 13 | Thailand     | 5 | 2 | 1 | 2 | 34 | 38 | −4  | 5  |
| 14 | Filippinerna | 5 | 2 | 1 | 2 | 39 | 51 | −12 | 5  |
| 15 | USA          | 5 | 1 | 0 | 4 | 13 | 54 | −41 | 2  |
| 16 | Singapore    | 5 | 0 | 0 | 5 | 24 | 59 | −35 | 0  |